# Оспанов, Берик Серикович
Берик Серикович Оспанов (каз. Берік Оспанұлы Серіков; род. 29 января 1976, Жамбылский район, Алма-Атинская область, Казахская ССР) — казахстанский политический и государственный деятель, доктор экономических наук (2008), депутат Мажилиса Парламента РК VІ созыва (с 2016 года).

## Биография
Родился 29 января 1976 года в селе Мынбаево Жамбыльского района Алматинской области. Происходит из рода сикым племени дулат.
Отец — Оспанов Серик Рапильбекович (1949 года рождения), директор Центра овцеводства, КазНИИ животноводства и кормопроизводства.
Мать — Куралбаева Алмагуль Амирбековна (1952 года рождения), индивидуальный предприниматель.
В 1997 году окончил экономический факультет Казахского национального аграрного университета по специальности экономист.
В 2000 году окончил аспирантуру Казахского научно-исследовательского института по специальности Экономика и организация АПК, в 2008 году докторантуру.
В 2006 году окончил юридический факультет Центрально-Азиатского университета по специальности юрист.
В 2008 году защитил учёную степень доктора экономических наук, тема диссертации: «Социально-экономическое развитие сельских территорий Республики Казахстан: проблемы и приоритеты».

## Трудовая деятельность
С 1997 по 2001 годы — Экономист Опытно-производственного хозяйства им. Мынбаева НИТИ овцеводства.
С 2001 по 2002 годы — Старший научный сотрудник научно-исследовательского института (НИИ) экономики и организации агропромышленного комплекса (ЭАПК) и развития сельских территорий (РСТ).
С 2002 по 2003 годы — Начальник отдела Министерства Сельского Хозяйства РК.
С 2003 по 2004 годы — Заместитель директора по науке НИИ ЭАПК и РСТ.
С 2004 по 2009 годы — Директор Департамента Стратегии развития АПК Министерства сельского хозяйства РК.
С 2009 года — Президент АО «КазАгроИнновация» Министерства сельского хозяйства Республики Казахстан.
С 2009 по 2015 годы — Первый заместитель акима Южно-Казахстанской области.
С 2017 по 2019 годы — Независимый директор АО "Ипотечная организация «Казахстанская Ипотечная Компания».
С 2015 по 2016 годы — Первый заместитель председателя Южно-Казахстанского филиала партии «Нур Отан».
С 24 марта 2016 года — Депутат Мажилиса Парламента Республики Казахстан VІ созыва от партии «Нур Отан», Член Комитета по финансам и бюджету Мажилиса Парламента РК. Председатель Комитета по аграрным вопросам Мажилиса Парламента РК (с 27 февраля 2019 года).

## Награды
- Награждён орденом «Курмет» (15 декабря 2012 года)
- 2004 — Медаль «50 лет Целине»
- 2005 — Медаль «10 лет Конституции Республики Казахстан»
- 2014 — Медаль «Облысқа сіңірген еңбегі үшін»
- 2015 — Медаль «20 лет Конституции Республики Казахстан»
- 2016 — Медаль «25 лет независимости Республики Казахстан»
- 2019 — Медаль «20 лет Астане» и др.

## Семья
Женат. Жена: Иманбаева Мольдир Есиркеповна (1983 года рождения).
Имеет четырёх детей: дочь Жансая (2004 г.р.), сыновья Арнур (2006 г.р), Бексултан (2009 г.р.), Алиби(2011 г.р.) и дочь Аяулым(2016 г.р.).